# Epicorsia lucialis
Epicorsia lucialis là một loài bướm đêm trong họ Crambidae.